# Sauternes
Sauternes er en fransk kommune med 766 indbyggere (2014) i departementet Gironde i regionen Nouvelle-Aquitaine. Den tilhører canton Le Sud-Gironde i arrondissement Langon og er medlem af kommuneforbundet Sud Gironde. Det ligger ca. 40 km sydøst for Bordeaux.
Et damskib som forliste ved Færøerne hed Sauternes.

## Befolkningsudvikling
| År         | 1962 | 1968 | 1975 | 1982 | 1990 | 1999 | 2009 | 2013 |
| Indbyggere | 524  | 582  | 580  | 578  | 589  | 587  | 721  | 762  |

## Vinavl
Sauternes er kendt for sine søde hvidvine i vindistriktet Bordeaux. Kommunen er opkaldt efter vinområdet.
Kommunen vinmarksareal er 1669 hektar. Et kendt vingods er Château d'Yquem.
Sauternes ligger i nærheden af floden Garonne og dens biflod Ciron. Floderne har stor betydning for vinen, da de giver en næsten daglig morgendis, der lægger sig over floddalen og er med til at give svampen Botrytis cinerea (ædelråd) ideelle vilkår. Botrytis er godartede svampe, der gør druen næsten rosinagtig før høst. Det resulterer i en koncentreret og karakteristisk vin.
Druerne, der bruges til fremstilling af sauternes, er Semillon og små mængder Sauvignon blanc og Muscadelle.
For at fremstille en sauternes skal svampen ædelråd angribe druerne. Kun de mest berørte druer plukkes. Det betyder et lavt udbytte og en høj pris. Sauternes kan drikkes alene eller til frugttærter eller roquefortost
Flere af vingodserne inviterer på smagninger (det er klogt at sikre sig en aftale) og har restaurant og overnatningsmuligheder.